# 狙擊之神
《狙擊之神》（又译作），是一款由Rebellion Developments開發，MC2 France于2005年发行的隱蔽類戰術射擊遊戲。2012年，为与其重制版狙击精英V2的发布相配合，本作由Mastertronic在Steam上重新发布。其续作狙击精英III于2014年发布。
游戏中，玩家将扮演伪装成德国狙击手的美国战略情报局特工卡尔·费尔伯恩（Karl Fairburne），深入1945年的柏林战场，在二战结束的最后几天，在苏联之前抢先获得德国的核技术。

## 游戏玩法
狙击精英是一款第三人称射击游戏，其中涉及潜入和第一人称射击的游戏元素。为了加强潜行元素，游戏角色以百分比显示伪装的程度。玩家在游戏中可使用二战的武器，包括狙击步枪，消音手枪，冲锋枪，轻机枪，反坦克武器等，手榴弹可用于绊索诡雷。
游戏的主要特色之一是逼真的弹道，弹道的影响因素有，子弹由于重力的下降、风力强度和呼吸强度。狙击过程中采用第一人称的瞄准镜视角，其他武器则为第三人称视角。当玩家成功地在远处狙击敌人（如头部中弹或击中移动目标）时，游戏视角将跟随子弹的路径进行Slow motion，游戏相机则围绕子弹旋转。
游戏的特色还包括玩家可以使敌人受伤，从而使其战友前来营救；用狙击步枪击爆手榴弹和油箱；在有噪音时定时射击从而避免暴露自己的位置。

## 剧情
游戏背景设定在1945年4月的柏林，玩家将跟随主角卡尔·费尔伯恩（Karl Fairburne）阻止德国的核技术落入苏联手中。在他提出去柏林之前很少有人知道他的背景，战争爆发前，他就读于西点军校，不久后美国被卷入战争。他之所以选择这个任务，因为柏林是他小时候的家。
柏林中有几个活跃的组织，包括给卡尔提供援助的德国抵抗组织，苏联内务人民委员部（NKVD）及纳粹势力，历史中的纳粹党成员马丁·鲍曼是第三帝国中的重要人物，他是卡尔暗杀的目标之一，因为马丁计划在勃兰登堡门与NKVD接触并投奔苏联。其他角色（如马克斯·罗曼博士，被费尔伯恩抓住并护送到美国，防止其落入苏联手中的德国科学家）除了派遣费尔伯恩的乔治·巴顿将军都是虚构的。

## Wii版本
游戏的Wii版由Rebellion Developments于2010年10月在北美发行，它与Wii遥控器和Wii Zapper兼容，并包含一个额外关卡。同年，本版在欧洲发行。

## 评价
| 评价                                       |        |
| ------------------------------------------ | ------ |
| 评论得分 媒体 得分 IGN 7.5/10 MobyGames 73 |        |
| 评论得分                                   |        |
| 媒体                                       | 得分   |
| IGN                                        | 7.5/10 |
| MobyGames                                  | 73     |

《狙击精英》获得了2005年独立游戏开发者协会的最佳PC/游戏机游戏。截至2010年，GameRankings的汇总评分为： PC版73.44%，PlayStation 2版76.65%，Xbox版76.97%，Wii版70%。

## 小说
Rebellion Developments的图书出版商Abaddon Books发表了基于游戏改编的小说《狙击精英：命运之矛》，由贾斯伯·巴克（Jasper Bark）撰写。在书中，卡尔·费尔伯恩的任务是阻止纳粹党卫军的赫尔姆斯泰将军将原子弹出售给苏联。

## 外部連結
- 莫比游戏上的《狙擊之神》（英文）
- YouTube上的Sniper Elite 3 Gameplay Walkthrough Part 1 - Afrika (PS4)（英文）